# Attičtina
| Západní skupina: Dórština Severozápadní dórština Achájská dórština | Střední skupina: Aiolština Arkado-kyperská řečtina | Východní skupina: Attičtina Iónština |

Attičtina byla nářečím starořečtiny, kterým se mluvilo zhruba v pátém a čtvrtém století před naším letopočtem a to zejména v Athénách a obecněji v Attice a také na některých ostrovech, například na Lémnu. V rámci soudobé starořečtiny měla nejblíž k iónštině, s kterou tvořila „východní“ skupinu atticko-iónských nářečí. Stala se hlavním předkem koiné a tím také předkem novořečtiny.
Attičtinou psali svá díla například filosofové Platón a Aristotelés, dějepisci Xenofón a Thúkydidés a dramatici Aischylos, Sofoklés a Aristofanés.